# Guantánamobugten
|  | Denne artikel handler om Guantánamobugten. For fangelejren se Guantanamo-lejren. For alle artikler om Guantánamo se Guantanamo (flertydig) |
Guantánamobugten (spansk: Bahía de Guantánamo, engelsk: Guantanamo Bay) er en bugt i provinsen Guantánamo i den sydøstlige del af Cuba. I bugten ligger den største havn på sydsiden af øen og omkranses af stejle skrænter, som afskærer den fra de omkringliggende områder.
Guantánamobugten har siden 1903 været styret af USA, efter en aftale som giver amerikanerne ret til leje området, i så lang tid de ønsker. Cubanske myndigeder mener dog, at aftalen strider mod international lov og kræver, at kontrollen overføres tilbage til Cuba. USA benytter området til flådebasen Guantanamo Bay Naval Station.